# NSBベースボールクラブ
NSBベースボールクラブは、大阪府大阪市に本拠地を置き、日本野球連盟に所属する社会人野球のクラブチームである。戦前の創立で、近畿社会人野球の生き証人とも言える存在の名門チームである。
名称のNSBは、日鉄住金ボルテン（Nittetsu Steel Bolten）より取ったものである。

## 概要
1940年、中山製鋼所が『中山製鋼硬式野球部』として設立した。同年の都市対抗野球に初出場を果たし、ベスト4まで進出する。
1942年シーズン終了後に休部となるが、1981年に活動を再開した。
1987年、同年の日本選手権で初出場・初優勝を達成する。
1999年、同年の都市対抗野球の予選敗退後に不況による経営合理化の一環として企業チームとしては活動を休止した。その後クラブチームとなり、チーム名を『中山硬式野球クラブ』に改称し活動を開始した。
2002年、クラブ野球選手権に初出場を果たす。
2007年、チーム名を『中山製鋼野球クラブ』に改称した。
2013年、チーム名を『NSBベースボールクラブ』に改称した。

## 主要大会の出場歴・最高成績
- 都市対抗野球大会：出場3回、4強1回
- 社会人野球日本選手権大会：出場2回、優勝1回
- 全日本クラブ野球選手権大会：出場3回
- JABAベーブルース杯争奪大会：優勝1回（1996年）
- JABA高砂市長杯争奪大会：優勝1回（2007年）
- JABAびわこ杯争奪社会人クラブ野球大会：準優勝1回（2015年）

## 主な出身プロ野球選手
中山製鋼
- 市田夏生（投手） - 日本通運を経て、1950年に広島カープに入団
- 上田好剛（投手） - 1993年ドラフト2位で広島東洋カープに入団
- 万永貴司（内野手） - 1993年ドラフト6位で横浜ベイスターズに入団
- 高野忍（外野手） - 退部後、1998年ドラフト8位で読売ジャイアンツに入団

中山硬式野球クラブ
- 竹岡和宏（投手） - MLB傘下のマイナーリーグ、独立リーグのセントポール・セインツを経て、2003年ドラフト8位で福岡ダイエーホークスに入団

## 元プロ野球選手の競技者登録
- 窪田淳 - 投手（元：阪神タイガース、オリックス・ブルーウェーブ）退部